# Nina (album)
Nina je četvrti studijski album hrvatske pop pjevačice Nine Badrić, kojeg 2000. godine objavljuje diskografska kuća Croatia Records.
Materijal za album snimljen je u zagrebačkom studiju Morris, a na njemu su sudjelovali brojni glazbenici. Album potpisuju Ivana Husar, Sandra Sagena, Brešković Brothers, Baby Dooks, Miroslav Lesić, Aleksandra Kovač, Sonja Kovač, Predrag Martinjak, Miro Vidović, Nino Mlinac, Fresh Jay i Nina Badrić, a na snimanju su još sudjelovali i Krešimir Tomec (Cubismo), Daria Hodnik Marinković, Jadranka Krištof, sastav 'XL', Zlatan Došlić (Cubismo), Hrvoje Rupčić (Cubismo), Davor Križić (Cubismo), Renata Sabljak, Robert Vrbančić, Kristijan Zorjan, Josip Grah, D.J. 279 (London).
Album se sastoji od ukupno dvanaest skladbi, a objavljena su i dva singla, najavni "Nek ti bude kao meni" i drugi "Ako kažeš da me ne voliš", za koji je snimljen i video spot.

## Popis pjesama
1. "Ako kažeš da me ne voliš"
  - Darko Juranović D'Knock, Nina Badrić, Fresh Jay
2. "Ostavljam ti sve"
  - Darko Juranović D'Knock, Nina Badrić, Fresh Jay
3. "Sva tebi pripadam"
  - Darko Juranović D'Knock, Ivana Husar, Sandra Sagena
4. "Nek ti bude kao meni"
  - Nina Badrić, Brešković Brothers, Fresh Jay
5. "Slobodna"
  - Miroslav Lesić, Nina Badrić
6. "Vječita ljubav"
  - Aleksandra Kovač, Spomenka Kovač, Darko Juranović D'Knock
7. "Igraj se"
  - Darko Juranović D'Knock, Nina Badrić, J.Filipin, M.Walker, Sandra Sagena, Fresh Jay
8. "Budi mi blizu"
  - Darko Juranović D'Knock, Nina Badrić, Sandra Sagena, Miroslav Vidović
9. "Zbog tebe živim"
  - Ivana Husar, Darko Juranović D'Knock
10. "Lately I'm missing you"
  - Darko Juranović D'Knock, Nina Badrić, Nino Mlinac
11. "Ostavljam ti sve" (remiks)
  - Darko Juranović D'Knock, Nina Badrić, Fresh Jay
12. "Ako kažeš da me ne voliš" (remiks) 
  - Darko Juranović D'Knock, Nina Badrić

## Vanjske poveznice
- Diskografija.com - Nina Badrić - Nina